# Leptothorax hispaniolae
Leptothorax hispaniolae är en myrart som beskrevs av Baroni Urbani 1978. Leptothorax hispaniolae ingår i släktet smalmyror, och familjen myror. Inga underarter finns listade i Catalogue of Life.